# Jasná
Jasná är en by i Demänovská Dolina kommun i Slovakien.

## Sport och fritid
Orten har ansökt om att få arrangera olympiska vinterspelen 2022.

### Fotnoter
1. ↑  ”Här är Stockholms motståndare i OS 2022”. Sveriges Radio. 1 oktober 2013. Arkiverad från originalet den 22 februari 2014. https://web.archive.org/web/20140222153017/http://sverigesradio.se/sida/gruppsida.aspx?programid=179&grupp=15569&artikel=5661838. Läst 9 februari 2014.